# Oktay Urkal
Oktay Urkal, född den 15 januari 1970 i Berlin, Tyskland, är en tysk boxare som tog OS-silver i lätt welterviktsboxning 1996 i Atlanta. I finalen förlorade han mot kubanen Hector Vinent med 13-20.